# 蘇玉雲

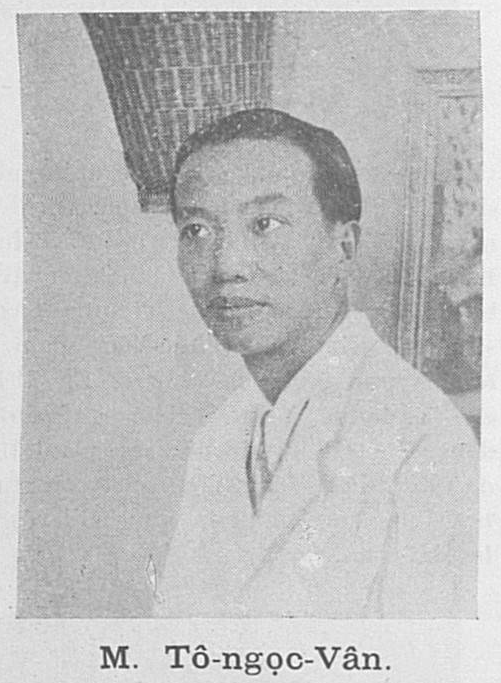
蘇玉雲

蘇玉雲（越南语：／，1906年12月15日或1908年—1954年6月17日）是一位越南画家。在第一次印度支那战争期间，他在越南北部地区教授艺术课，后在奠邊府戰役中陣亡。 1996年他被追授胡志明獎。